# Libjo
Libjo (Albor) ist eine philippinische Stadtgemeinde in der Provinz Dinagat Islands. Sie hat 17.760 Einwohner (Zensus 1. August 2015).

## Baranggays
Libjo ist politisch in 16 Baranggays unterteilt.
| - Albor (Pob.) - Arellano - Bayanihan - Doña Helen - Garcia - General Aguinaldo (Bolod-bolod) - Kanihaan - Llamera | - Magsaysay - Osmeña - Plaridel - Quezon - Rosita - San Antonio (Pob.) - San Jose - Santo Niño |